# Heinz Bello
Heinrich „Heinz“ Bello (* 5. September 1920 in Breslau; † 29. Juni 1944 in Berlin) war ein deutscher Medizinstudent und gilt als katholischer Märtyrer.

## Leben
Heinz Bello wuchs seit 1926 im Weseler Schillviertel (Schillsches Freikorps), in katholisch geprägtem Umfeld auf. Er war befreundet mit Ernst-Alfred Jauch, absolvierte mit diesem 1939 das Abitur am Staatlichen Humanistischen Gymnasium Wesel und war mit ihm aktives Mitglied im Bund Neudeutschland und später dienstverpflichtet im Reichsarbeitsdienst.
Während des Luftschutzdienstes als Student der Medizin in Münster im Juli 1943 sagte er: „Die Laternenpfähle Münsters reichen nicht aus, die Nazis und die Kommißköpfe daran aufzuhängen“ und – mit einem Blick auf das Kruzifix an der Wand des Zimmers – „Solange dieser Herrgott lebt, wird er schon dafür sorgen, daß die Bäume nicht in den Himmel wachsen!“ Für diese Bemerkungen wurde er später von dem Sanitätsunteroffizier Hans Bernreiter denunziert und von dem NS-Regime verfolgt. Er lehnte Möglichkeiten der Flucht aus Sorge vor Repressalien gegen seine Familie ab. Gnadengesuche wurden nicht zuletzt wegen der bekannt katholischen Haltung seiner Familie abgelehnt. „Laudetur Jesus Christus – 29. Juni 1944 – 7.30.“ ist die letzte Eintragung von seiner Hand auf einem Kalenderblatt vor seiner Erschießung am selben Tage in Berlin-Tegel.

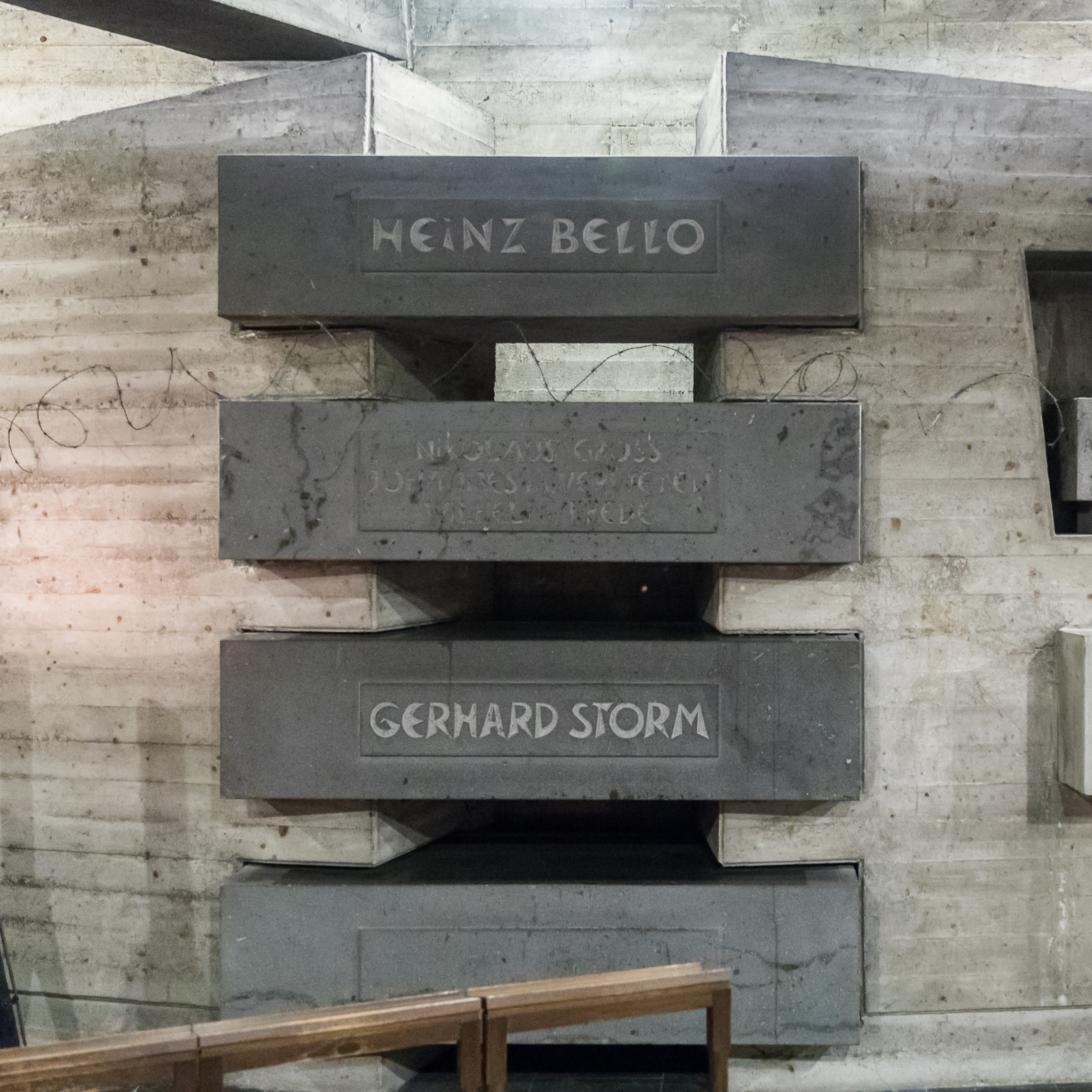
Gräber von Heinz Bello und Gerhard Storm in der Krypte der Xantener Stiftskirche St. Viktor

## Gedenken und Ehrungen
Heinz Bello wurde zunächst in Berlin auf dem St.-Hedwigs-Friedhof beigesetzt. 1960 wurden die Gebeine nach Wesel überführt, 1966 exhumiert und in die Krypta der Xantener Stiftskirche St. Viktor in der Gedenkstätte für neuzeitliche Märtyrer überführt.
Die Stadt Wesel hat nach ihm die Heinz-Bello-Straße benannt.
Die katholische Kirche hat Heinz Bello im Jahr 1999 als Glaubenszeugen in das deutsche Martyrologium des 20. Jahrhunderts aufgenommen.